# Törnskatsvireor
Törnskatsvireor (Vireolanius) är ett fågelsläkte i familjen vireor inom ordningen tättingar. Släktet omfattar fyra arter som förekommer från centrala Mexiko till Amazonas:
- Brunsidig törnskatsvireo (V. melitophrys)
- Grön törnskatsvireo (V. pulchellus)
- Gulbrynad törnskatsvireo (V. eximius)
- Gråkronad törnskatsvireo (V. leucotis)